# Ojief

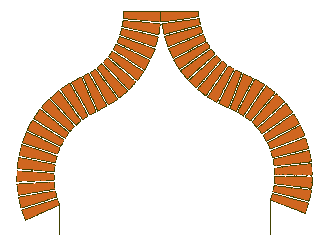
Een recht ojief

Een ojief, ogief of cyma is een bepaald profiel. De doorsnede heeft de vorm van twee gespiegelde S'en die aan onder- en bovenzijde min of meer ingekort zijn. 
Er zijn twee soorten ojief: een recht ojief of cyma recta (vanboven hol en beneden bol) en een omgekeerd ojief ook hielojief of cyma reversa genaamd (vanboven bol en beneden hol).
Het uit het Latijn overgenomen woord cyma is afgeleid van het Oudgriekse κυμα (kyma), dat 'golving' betekent. Een cyma heeft dan ook in doorsnede een golfvorm.
Ojieven of ogives vinden hun oorsprong in de klassieke architectuur. Ze werden toegepast als versiering van het entablement, zuilbases, postamenten en deuromlijstingen. Een gevel die op deze vorm teruggrijpt noemt men een 'ojiefgevel'.
De term ogief wordt ook gebruikt in de wiskunde voor een S-vormige curve in de cumulatieve frequentieanalyse.